# Manuela Camacho
Manuela Camacho Jaramillo (Bogotá, 5 de marzo de 1993) es una periodista, reportera y presentadora de televisión colombiana radicada en el Perú, que obtuvo reconocimiento al haber participado en la teleserie juvenil La AKdemia, así como por su trabajo en medios televisivos y digitales.

## Biografía
Manuela Camacho Jaramillo nació el 5 de marzo de 1993 en Bogotá, capital de la República de Colombia, siendo hija de padres periodistas y como la mayor de cuatro hermanos. Vivió sus primeros años en su ciudad natal.
A la edad de doce años se mudó al Perú debido al trabajo que consiguió su padre en la televisora local América Televisión y oficializó su ciudadanía en el dicho país. Tras concluir la secundaria, estudió la carrera de periodismo en la Pontificia Universidad Católica del Perú, que finalizó en 2018. Previo a ello, comienza a participar por primera vez en la televisión allá por 2007, inicialmente para un trabajo de script.
Pero fue en 2009, cuando Camacho acepta la propuesta de la productora de televisión Fabiola Arce para participar en el reparto de la teleserie juvenil La AKdemia como antagonista principal, donde utilizó su nombre real para su personaje en la ficción y compartió escena con otros artistas juveniles como Sasha Kapsunov, Andrea Luna, Nico Ponce y María Grazia Gamarra. Participó en la película cómica peruana Japy ending bajo el papel de Mara en 2014.
Tiempo después, inició su etapa como periodista en 2015, cuando se incorporó al elenco del programa informativo nocturno La batería del Chino de la mano de Aldo Miyashiro, donde se desempeñaba como reportera por varias temporadas consecutivas. Tuvo una breve participación actoral con el invitado Christian Meier. Posteriormente fue coconductora en La banda del Chino, también producido por Miyashiro.
En 2019, Camacho comenzó su etapa de colaboraciones con el espacio semanal Al sexto día. En ese mismo año, fundó sus propios espacios periodísticos bajo los nombres de Dilo fuerte Perú y Sexo son sentido, donde en la actualidad se desempeña como directora y productora de los dichos proyectos. En el primer espacio, Camacho informa de los acontecimientos políticos a los jóvenes y realiza investigaciones sociales desde una perspectiva feminista. En el segundo espacio, habla sobre temas de sexualidad que se emitieron temporalmente en la página de Facebook de Latina Televisión, aunque inicialmente se planeó llevarlos a la televisión. Al mismo tiempo, fue columnista del portal Espacio360.pe y colaboradora del programa matutino Mujeres al mando en el año 2022.
Fuera de su faceta televisiva, fue parte de la campaña de la violencia contra la mujer en el año 2023. Según en su entrevista para el portal El Comercio, afirmó que sufrió abuso sexual desde que era pequeña. En ese mismo año, inauguró su propio podcast, Mirada púrpura, en el que conduce junto a la actriz Silvana Cañote. En su estadía, Camacho fue parte de la entrevista a sus excompañeros de América Kids, los actores Sasha Kapsunov y Alejandro Roca Rey, y cuestionó que la mayoría del elenco del programa infantil fueran «blancos».

## Créditos

### Televisión
| Año       | Título                    | Rol                                 | Emisión                 |
| --------- | ------------------------- | ----------------------------------- | ----------------------- |
| 2009-2012 | La AKdemia                | Manuela                             | América Televisión      |
| 2014      | Promoción                 |                                     | Panamericana Televisión |
| 2015-2016 | La batería del Chino      | Reportera y panelista               | Panamericana Televisión |
| 2017-2019 | La banda del Chino        | Reportera y presentadora recurrente | América Televisión      |
| 2018      | La rosa de Guadalupe Perú | Elsa                                | América Televisión      |
| 2019-2021 | Al sexto día              | Reportera y periodista              | Panamericana Televisión |
| 2021      | Los otros libertadores    | María Josefa Melgar                 | Latina Televisión       |
| 2022      | Mujeres al mando          | Colaboradora                        | Latina Televisión       |

### Cine
| Año  | Título      | Rol  |
| ---- | ----------- | ---- |
| 2014 | Japy ending | Mara |
| 2015 | Atacada     |      |

### Internet
| Año        | Título           | Rol                      | Canal             |
| ---------- | ---------------- | ------------------------ | ----------------- |
| 2020       | Sexo con sentido | Presentadora             | Latina Televisión |
| Desde 2023 | Mirada púrpura   | Presentadora y podcaster |                   |
| 2025       | Es lo que hay    | Presentadora             | La Mula           |
| Desde 2025 | Disociados       | Presentadora             | Al Aire Causa     |